# Funny Little Frog
«Funny Little Frog» — первый сингл с альбома «The Life Pursuit» шотландской инди-поп-группы Belle & Sebastian. Данный сингл был издан 16 января 2006 года на независимом лейбле «Rough Trade Records». По состоянию на сегодняшний день, «Funny Little Frog» является наиболее успешным синглом Belle & Sebastian в Великобритании (13 место в национальном хит-параде).
В качестве обложки сингла было использовано изображение Джули Койл (англ. Julie Coyle) и Марисы Привитеры (англ. Marisa Privitera). Мариса Привитера — многолетняя подруга лидер-вокалиста Belle & Sebastian Стюарта Мердока (англ. Stuart Murdoch), ставшая в 2007 году его женой.

## Список композиций
Авторы музыки и слов всех песен — Belle & Sebastian.

### CD
1. «Funny Little Frog» — 3:08
2. «Meat and Potatoes» — 4:26
3. «I Took a Long Hard Look» — 3:34

### EP
1. «Funny Little Frog» – 3:08
2. «The Eighth Station of the Cross Kebab House» – 3:57

### DVD
1. «Funny Little Frog» (video)
2. «Lazy Line Painter Jane» (live at The Botanics)